# Poder de veto al Consell de Seguretat de les Nacions Unides

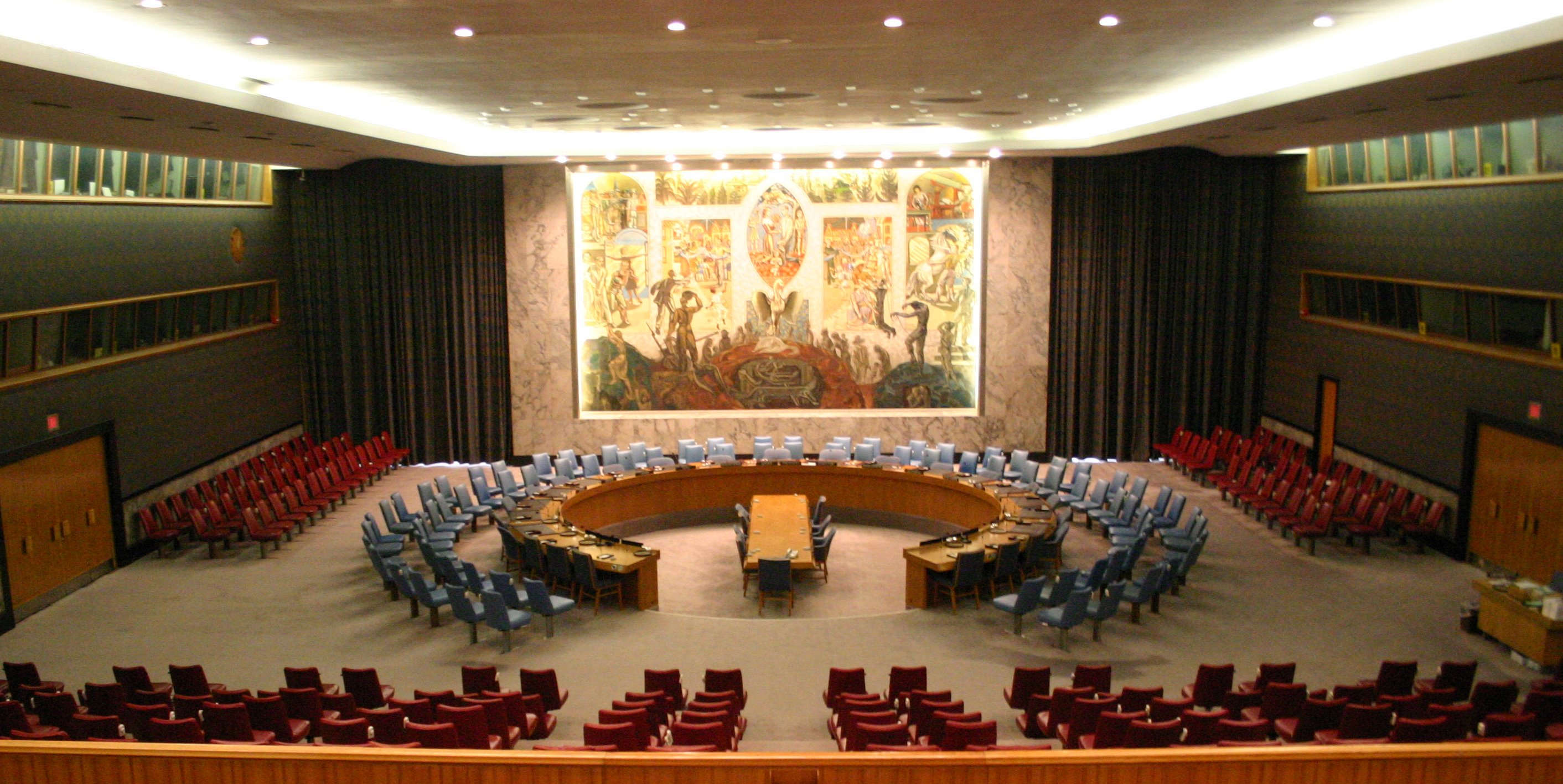
Saló del Consell de Seguretat de l'ONU

El poder de veto del Consell de Seguretat de les Nacions Unides es refereix al poder de veto exercit exclusivament pels cinc membres permanents del Consell de Seguretat de les Nacions Unides (Xina, França, Rússia, Regne Unit i Estats Units), permetent evitar l'aprovació de qualsevol resolució "substantiva". L'abstenció o l'absència d'un membre permanent no impedeix l'aprovació d'una resolució. No obstant això, el poder de veto no s'aplica als vots de procediment, encara si algun membre permanent vota en contra. Un vot negatiu d'un membre permanent també bloquejarà l'elecció d'un secretari general, encara que es tracti d'una "recomanació" a l'Assemblea General en lloc d'una resolució.
Aquest control de facto sobre el Consell de Seguretat pels cinc governs ha estat vist pels crítics com la causa principal de la inacció internacional en crims de guerra i crims contra la humanitat, a causa que "els 5 grans" han buscat la protecció dels seus propis interessos.

## Origen del poder de veto
La idea que els Estats tinguessin un veto sobre les accions de les organitzacions internacionals no era nova en 1945. Des de la fundació de la Societat de Nacions en 1920, cada membre del Consell de la Lliga, sigui permanent o no permanent, tenia un veto en qualsevol vot que no fos de procediment. a partir de 1920 hi havia 4 membres permanents i 4 no permanents, però el 1936 el nombre de membres no permanents havia augmentat a 11. Així doncs, hi havia en vigor 15 vetos. Aquest era un de diversos defectes de la lliga que van fer impossible l'acció en diversos assumptes.
La disposició de la Carta de les Nacions Unides per la unanimitat entre els membres permanents del Consell de Seguretat (el veto) va ser el resultat d'una extensa discussió, efectuada en les conferències de Dumbarton Oaks (agost-octubre 1944) i Yalta (febrer de 1945). l'evidència és que el Regne Unit, els Estats Units, la Unió Soviètica i França afavorien el principi de la unanimitat i que estaven motivats en això no només per la creença en la conveniència que les grans potències actuessin juntes sinó també per la preocupació de protegir els seus propis drets sobirans i interessos nacionals. Harry Truman, que va arribar a ser president dels Estats Units l'abril de 1945, va arribar a escriure en les seves memòries: "Tots els nostres experts, civils i militars, el van afavorir, i sense aquest veto cap acord hauria estat aprovat pel Senat".
El veto va ser imposat a tots els altres governs per Estats Units, Regne Unit, Xina, França i la Unió Soviètica. En les negociacions per a la creació de l'ONU, el poder de veto va ser ressentit per molts països petits i, de fet, va ser obligat per les nacions proponents del veto a través d'una amenaça que sense el veto no hi hauria ONU. Aquest punt es va fer clar en la Conferència de San Francisco quan Tom Connally, senador nord-americà i membre de la delegació del seu país, va dir als delegats dels països opositors al veto que "podrien anar-se'n a casa d'aquesta conferència i dir que han derrotat el veto. Però, quina serà la seva resposta quan se'ls pregunti on és la carta?". Tot seguit, Connally va trencar una còpia de l'esborrany de la Carta de les Nacions Unides.
El sistema de veto del Consell de Seguretat de les Nacions Unides va ser establert per prohibir a l'ONU prendre qualsevol acció futura directament contra els seus principals membres fundadors. Una de les lliçons de la Societat de Nacions (1919-1946) va ser que una organització internacional no pot funcionar si totes les grans potències no són membres. L'expulsió de la Unió Soviètica de la Societat el desembre de 1939, després del seu atac de novembre de 1939 a Finlàndia poc després de l'esclat de la Segona Guerra Mundial, va ser només un dels molts esdeveniments en la llarga història de membres incompleta de la societat.
Ja en 1944 s'havia decidit que el Regne Unit, la Xina, la Unió Soviètica, els Estats Units i, "en el moment oportú", França serien membres permanents de qualsevol Consell recentment format. França havia estat derrotada i ocupada per Alemanya (1940-1944), però el seu paper com a membre permanent de la Societat de Nacions, la seva condició de poder colonial i les activitats de les forces de la França Lliure al costat aliat li va permetre un lloc en el consell amb les altres quatre.

## Article 27
L'article 27 de la Carta de les Nacions Unides estableix que:
- Cada membre del Consell de Seguretat tindrà un vot.
- Les decisions del Consell de Seguretat sobre qüestions de procediment seran preses pel vot afirmatiu de nou membres.
- Les decisions del Consell de Seguretat sobre totes les altres qüestions seran preses pel vot afirmatiu de nou membres, fins i tot els vots afirmatius de tots els membres permanents; però en les decisions preses en virtut del Capítol VI i del paràgraf 3 de l'Article 52, la part en una controvèrsia s'abstindrà de votar.[6]

Tot i que el "poder de veto" no s'esmenta explícitament en la Carta de les Nacions Unides, el fet que les decisions "substantives" del Consell de Seguretat requereixin "els vots concurrents dels membres permanents" vol dir que qualsevol d'aquests membres permanents pot impedir l'aprovació, per part del Consell, de qualsevol projecte de resolució sobre qüestions "substantives".

## Ús del poder de veto
L'ús real del veto, i la possibilitat constant del seu ús, han estat característiques centrals del funcionament del Consell de Seguretat al llarg de la història de l'ONU. Un membre permanent del Consell de Seguretat pot evitar el veto si la proposta en qüestió no obté en cap cas la majoria requerida. En les dues primeres dècades de l'ONU, els països occidentals van ser amb freqüència capaços de derrotar les resolucions sense utilitzar el veto. La Unió Soviètica estava en aquesta posició en els anys 70 i 80. L'ús del veto ha reflectit un grau d'aïllament diplomàtic d'un o diversos dels països amb poder de veto sobre el tema en particular. A causa de l'ús o l'amenaça del veto, el Consell de Seguretat podria exercir, en el millor dels casos, un paper limitat en determinades guerres i intervencions en les quals els seus membres permanents estiguessin implicats, per exemple a Algèria (1954-1962), Suez (1956), Hongria (1956), Vietnam (1946-1975), la guerra xino-vietnamita (1979), Afganistan (1979-1988), Panamà (1989), l'Iraq (2003) i Geòrgia (2008).
No tots els casos d'inacció de l'ONU en crisi són causa de l'ús real del veto. Per exemple, en la guerra Iran-Iraq (1980-1988) no es va utilitzar el veto, però el paper de l'ONU va ser mínim, excepte en la seva fase de conclusió. Així mateix, la limitada participació de les Nacions Unides a la crisi a la regió sudanesa de Darfur a partir del 2003 no es va deure a cap ús real del veto sinó a la manca de voluntat generalitzada per actuar.
Des de 1990 el veto s'ha utilitzat amb moderació. El període comprès entre el 31 de maig de 1990 i l'11 de maig de 1993 va ser el més llarg sense l'ús del veto en la història de l'ONU. Fins a finals de 1989, el nombre de resolucions aprovades pel Consell de Seguretat era de 646, una mitjana de 15 per any. Les xifres dels anys transcorreguts des de llavors mostren un pic d'activisme del Consell de Seguretat el 1993, seguit d'un modest grau de reducció.
El 1950 la Unió Soviètica va perdre una oportunitat important per exercir el seu poder de veto. El govern soviètic havia adoptat una política de "cadira buida" en el Consell de Seguretat des de gener de 1950, a causa del seu descontentament per la negativa de l'ONU a reconèixer als representants de la República Popular de la Xina com a representants legítims de la Xina i amb l'esperança d'evitar qualsevol decisió futura del Consell sobre qüestions substantives. Tot i la redacció de la Carta (que no conté disposicions per aprovar resolucions amb l'abstenció o l'absència d'un membre amb dret a vet), això va ser tractat com una abstenció no bloquejant. De fet, ja s'havia convertit en pràctica del Consell en aquells dies, ja que el Consell havia adoptat nombrosos projectes de resolució tot i la manca de vot afirmatiu de cadascun dels seus membres permanents. El resultat de l'absència de la Unió Soviètica en el Consell de Seguretat va ser que no estava en condicions de vetar les resolucions 83 (27 de juny de 1950) i 84 (7 de juliol de 1950) del Consell de Seguretat de l'ONU autoritzant la coalició militar dirigida pels Estats Units que va combatre en la Guerra de Corea.
El poder de veto també pot usar-se per bloquejar l'elecció d'un Secretari General. No obstant això, aquest fet no es compta com un veto d'una Resolució del Consell de Seguretat, perquè el Consell de Seguretat només està emetent una "recomanació" a l'Assemblea General. Des de 1981, cap secretari general ha estat vetat formalment, pel fet que el Consell de Seguretat no vota fins que ja s'hagi seleccionat un secretari general en una sèrie d'enquestes. Un vot d'un membre permanent per a "desanimar" a un candidat es considera equivalent a un veto, i el candidat es retirarà de la cursa sense forçar un veto formal. La recomanació formal d'un secretari general s'aprova per aclamació.
Tot membre permanent ha vetat almenys a un candidat per al càrrec de Secretari General. Estats Units va eludir el veto soviètic el 1950 en demanar a l'Assemblea General que votés sobre la reelecció de Trygve Lie sense una recomanació del Consell de Seguretat. No obstant això, cada secretari general des de 1953 ha estat recomanat per vot unànime dels membres permanents del Consell de Seguretat. Els vetos no s'han registrat públicament des de 1981, perquè l'enquesta es fa per vot secret. No obstant això, els països poden anunciar els seus vots per encoratjar els membres temporals a votar per un altre candidat.

## Ús per país

Nombre de resolucions vetades per país des de 1946

En la història del Consell de Seguretat, gairebé la meitat dels vetos van ser emesos per la Unió Soviètica, amb la gran majoria d'ells abans de 1965. Des de 1966, dels 153 vetos emesos, 119 van ser emesos per un dels tres membres de l'OTAN al Consell: Estats Units, Regne Unit i França.
De 1946 a 2016, es van emetre vetos a 236 ocasions. Per a aquest període, l'ús es descompon de la següent manera:
- Estats Units ha utilitzat el veto en 79 ocasions entre 1946 i 2016. Des de 1972, ha utilitzat el seu poder de veto més que qualsevol altre membre permanent.[13]
- La Unió Soviètica (i des de 1991, Rússia) ha utilitzat el veto a 103 ocasions, més que qualsevol altre dels cinc membres permanents del Consell de Seguretat.[14]

### Xina
Entre 1946 i 1971, la representació xinesa en les Nacions Unides va estar a càrrec del govern de la República de la Xina (el qual s'havia retirat a Taiwan el 1949, després de perdre la guerra civil) durant el qual el seu representant va utilitzar el veto només una vegada per bloquejar la sol·licitud d'adhesió de Mongòlia el 1955 perquè la República de la Xina va considerar al país com a part de la Xina. Això va ajornar l'admissió de Mongòlia fins a 1961, quan la Unió Soviètica va anunciar que a menys que Mongòlia fos admesa, bloquejaria l'admissió de tots els països africans recentment independitzats. Davant d'aquesta pressió, la República de la Xina va cedir sota protesta.
Després de l'expulsió de la República de la Xina de les Nacions Unides el 1971, el primer veto emès per l'actual ocupant, la República Popular de la Xina, va ser emès el 25 d'agost de 1972 sobre l'admissió de Bangladesh a les Nacions Unides. A partir de maig de 2014, la Xina ha fet servir el seu veto 9 vegades. Els observadors han observat una preferència de la Xina per abstenir-se en comptes de vetar resolucions que no estan directament relacionades amb els interessos xinesos.

### Unió Soviètica / Rússia
En els primers anys de les Nacions Unides, el comissari de la Unió Soviètica i més tard ministre d'Afers Estrangers, Viatxeslav Mólotov, va vetar resolucions tantes vegades que va ser conegut com a "Senyor Veto". De fet, la Unió Soviètica va ser responsable de gairebé la meitat de tots els vetos mai emesos, 79 en els primers 10 anys. Molotov va rebutjar regularment les sol·licituds d'admissió a causa de la negativa dels Estats Units d'admetre a totes les repúbliques soviètiques. Des de la dissolució de la Unió Soviètica, Rússia va utilitzar el seu poder de veto amb moderació fins als conflictes de 2014 a Ucraïna i Síria.

### França
França utilitza el seu poder de veto amb moderació. L'última vegada que va vetar unilateralment un projecte de resolució va ser el 1976 per bloquejar una Resolució sobre la qüestió de la independència de Comores, que es va fer per mantenir l'illa de Mayotte com un territori francès d'ultramar. També va vetar, juntament amb el Regne Unit, una resolució que demana el cessament immediat de l'acció militar de l'exèrcit israelià contra Egipte en 1956 durant la crisi de Suez. l'última vegada que França va utilitzar el seu poder de veto va ser el desembre de 1989 respecte de la situació a Panamà. El 2003, l'amenaça d'un veto francès de resolució sobre la imminent invasió de l'Iraq va causar fricció entre França i els Estats Units.

### Regne Unit
El Regne Unit ha utilitzat el seu poder de veto del Consell de Seguretat en 32 ocasions. El primer ús va ocórrer l'octubre de 1956, quan el Regne Unit i França van vetar una carta dels Estats Units al president del Consell de Seguretat relativa a Palestina. El més recent va ser el desembre de 1989 quan el Regne Unit, França i els Estats Units van vetar un projecte de resolució que condemnava la invasió de Panamà per part dels Estats Units.
El Regne Unit va utilitzar el seu poder de veto, juntament amb França, per vetar un projecte de resolució destinat a resoldre la crisi del Canal de Suez (en la qual França i el Regne Unit estaven implicats militarment) el 1956. El Regne Unit i França finalment es van retirar d'Egipte després que els Estats Units, en virtut de la resolució "Unió Pro Pau", va impulsar una "sessió especial d'emergència" de l'Assemblea General, la qual va conduir a l'establiment de la Força d'Emergència de les Nacions Unides (UNEF I) mitjançant la resolució 1001. el Regne Unit també va usar el seu veto set vegades en relació amb Rhodèsia de 1963 a 1973, sent 5 d'elles unilaterals (Les úniques ocasions en què el Regne Unit ha utilitzat unilateralment el seu poder de veto).

### Estats Units
L'ambaixador Charles W. Yost va emetre el primer veto nord-americà el 1970, en relació amb una crisi a la Colònia de Rhodèsia, i els Estats Units van emetre un veto solitari el 1972 per bloquejar una resolució que condemnava a Israel per la guerra amb Síria i Líban. Des de llavors s'ha convertit en l'usuari més freqüent del poder de veto, principalment en resolucions que critiquen i condemnen a Israel i gairebé sempre de manera unilateral per la guerra i les violacions dels drets humans. Des de 2002, s'ha aplicat la doctrina Negroponte per a l'ús d'un veto sobre les resolucions relatives al conflicte entre Israel i Palestina. Aquesta ha estat una constant causa de fricció entre l'Assemblea General i el Consell de Seguretat. El 23 de desembre de 2016, l'administració Obama es va abstenir de votar sobre una resolució demanant la fi dels assentaments israelians, la qual cosa va permetre que la resolució fos aprovada.

## Crítiques
El poder de veto dels membres permanents ha generat crítiques cap al Consell de Seguretat. En la seva forma actual, el veto de qualsevol dels membres permanents pot aturar qualsevol acció que el Consell pugui prendre. L'objecció d'un país, en lloc de les opinions de la majoria dels països, pot paralitzar qualsevol possible resposta armada o diplomàtica de l'ONU davant una crisi. Per exemple, l'expert nord-americà en relacions internacionals John Mearsheimer va afirmar que "des de 1982, Estats Units ha vetat 32 resolucions del Consell de Seguretat que critiquen Israel, més que el nombre total de vetos emesos per tots els altres membres del Consell de Seguretat". a causa que els candidats al Consell de Seguretat són proposats per blocs regionals, els països de la Lliga Àrab i els seus aliats usualment són inclosos mentre que Israel mai ha estat elegit per al Consell de Seguretat. Mitjançant diverses resolucions, el Consell ha condemnat repetidament a Israel. D'altra banda, els crítics sostenen que, mentre que Israel confia en Estats Units per vetar qualsevol legislació pertinent en contra seva, els palestins no tenen tal poder.
A part dels Estats Units, Rússia ha vetat diverses resolucions, en particular els intents d'imposar sancions a Síria durant la seva Guerra Civil i condemnar l'annexió de Crimea per part de Rússia el 2014. En el cas d'aquest últim, el veto solitari de Rússia va anul·lar als 13 vots a favor de la condemna. com a part de la Unió Soviètica, Rússia també va vetar una resolució de l'ONU condemnant l'enderrocament de l'URSS en el Vol 007 de Korean Airlines el 1983. El veto ha estat assenyalat com una amenaça als drets humans, amb Amnistia Internacional afirmant que els cinc membres permanents han fet servir el seu veto per "promoure els seus propis interessos polítics o geopolítics per sobre de l'interès de protegir els civils". Per al 2015, Amnistia Internacional ha suggerit que una solució implicaria que els cinc membres permanents renunciessin al seu veto en qüestions de genocidi.
Alguns veuen que el poder de vet exclusiu dels cinc membres permanents com anacrònic i injust, atès que les Nacions Unides estan destinades a representar igualment a tots els seus estats membres. El periodista Kourosh Ziabari ha declarat que el veto és "un privilegi discriminatori i tendenciós donat a cinc països per dictar la seva pròpia voluntat a uns 200 països com ho desitgen" i l'ha anomenat "la llei més injusta i inequitativa del món, que permet a una minoria poderosa i autoritària determinar el destí d'una majoria indispensable i subjugada". a part de les crítiques dirigides cap a la seva naturalesa esbiaixada, altres han assenyalat que el veto dificulta que el Consell de Seguretat resolgui els problemes. Mentre es dirigia a l'Assemblea General de l'ONU sobre l'annexió russa de Crimea, el president ucraïnès Petrò Poroixenko va dir el següent pel que fa a la ineficàcia del veto: "A cada país democràtic, si algú ha robat la seva propietat, un tribunal independent restaurarà la justícia, els seus drets i castigar el delinqüent. No obstant això, hem de reconèixer que al segle XXI la nostra organització no té un instrument efectiu per portar davant la justícia a un país agressor que ha robat el territori d'un altre estat sobirà".
A causa d'aquesta situació, s'ha denunciat que el Consell de Seguretat només és eficaç quan es tracta de vetllar pels interessos dels seus membres permanents, i és incapaç d'actuar contra aquests. En conseqüència, les resolucions en què s'autoritza a intervenir en els assumptes interns d'altres països han estat poques. Els interessos dels membres permanents han acabat assentant el concepte de no ingerència, a costa del mandat de "mantenir la pau i la seguretat" amb el qual el Consell de Seguretat va ser creat. Potser perquè, mentre que la "responsabilitat de protegir" no és vinculant, la sobirania dels estats continua sent prioritària i, com assenyala l'especialista en relacions internacionals Philippe Moreau-Desfarges, "encara que es violin els drets de les seves poblacions, només el Consell de Seguretat pot decidir si la pau està amenaçada i prendre mesures per protegir aquesta pau". Així, el Consell de Seguretat no ha pres mesures contundents per castigar governs considerats com autoritaris, descuidant la "responsabilitat de defensar les poblacions civils", reconeguda per l'Assemblea General de l'ONU a 2005.

## Propostes de reforma
S'han realitzat discussions sobre millorar l'efectivitat i capacitat de resposta de les Nacions Unides davant amenaces a la seguretat internacional. Usualment, aquestes discussions plantegen la necessitat de modificar el sistema de veto. Entre les propostes per aconseguir aquest fi estan les següents: limitar l'ús del vet a assumptes importants de seguretat nacional, requerir acord de diversos països abans d'usar el veto i acabar amb el veto.
El 2015, 3 propostes per modificar el poder de vet han guanyat considerable atenció. La primera d'aquestes propostes és iniciativa de França i consisteix a negar el dret de vet a situacions d'atrocitats en massa. La segona d'aquestes propostes ha estat plantejada pel "Grup de Comptabilitat, Coherència i Transparència" (ACT, per les sigles en anglès) i consisteix a no votar contra resolucions "creïbles" que busquen aturar o prevenir accions de genocidi, crims contra la humanitat o crims de guerra. La tercera d'aquestes propostes ha estat plantejada per un grup de notables conegut com "The Elders" i consisteix a no utilitzar el veto en situacions de genocidi o atrocitats en massa sense explicar públicament alguna acció alternativa.
No obstant això, qualsevol reforma del veto serà difícil. Els articles 108 i 109 de la Carta de les Nacions Unides proveeixen als membres permanents del Consell de Seguretat dret de veto sobre qualsevol modificació a la Carta, requerint aprovació d'aquests països per modificar el poder de veto que posseeixen.